# زنان در ارتش فیلیپین
زنان در ابتدا حق خدمت در ارتش فیلیپین را فقط در رده‌های ذخیره و خدمات فنی به عنوان بخشی از سپاه کمکی زنان که در سال ۱۹۶۳ تأسیس شد، داشتند. در سال ۱۹۹۳، زمانی که قانون جمهوری شماره ۷۱۹۲ تصویب شد، به زنان حق تبدیل شدن به سربازان رزمی آموزش دیده در ارتش فیلیپین اعطا شد که به زنان فیلیپین اجازه داد در آوریل همان سال در آکادمی نظامی فیلیپین دانشجو نظامی شوند.